# Guillem Ramon II. de Montcada
Guillem Ramon II. de Montcada (deutsch: Wilhelm Raimund von Montcada; * um 1090; † 1173), genannt el Gran Senecal („der große Seneschall“), war ein bedeutender Feudalherr des mittelalterlichen Kataloniens im 12. Jahrhundert und der Stammvater des Hauses Montcada. Er war ein enger Vertrauensmann des Grafen Raimund Berengar IV. von Barcelona sowie ein Vormund des Königs Alfons II. von Aragón. Neben diesen beiden Personen ist er bedingt durch seine Beziehung zu ihnen ein entscheidender Garant für die dauerhafte Vereinigung Kataloniens mit Aragoniens geworden.

## Leben

Das Wappen der Familie Montcada ist heute das der Gemeinde Montcada i Reixac.

Er war der älteste Sohn des Guillem Ramon I. († 1120) und dessen Ehefrau Inés. Der Vater hatte bereits den Grafen von Barcelona als Seneschall (lat.: Dapifer) gedient, ein Amt, das bereits zu jener Zeit mehr einer Auszeichnung gleichkam und die persönliche Nähe seines Inhabers zu den Grafen kennzeichnete. Von seinem Vater hatte Guillem Ramon II. mehrere Burgherrschaften geerbt, die in den verschiedenen katalanischen Grafschaften verteilt lagen, wie Sentmenat, Vic, Cartellà, Bescanó und Hostoles. In jungen Jahren stand Guillem Ramon II. in Diensten des Burgherren Berenguer Ramon von Montcada. Von ihm wurde er 1117 mit dessen Erbtochter Beatriu verheiratet. Nach dem Tod seines Schwiegervaters 1134 konnte er somit die Herrschaft auf Burg Montcada übernehmen. Er benannte sich und seine Nachkommen fortan nach ihr und wurde somit zum Stammvater aller nachfolgenden Montcadas, womit er deren Aufstieg zu den ersten Familien Kataloniens einleitete. 1126 wurde Guillem Ramon II. von Graf Raimund Berengar III. zum Verwalter der Vizegrafschaft Bas ernannt, als Vormund seines unmündigen Neffen. Zu diesem Anlass wird er erstmals mit dem Seneschalltitel genannt, der zu seinem Beinamen wurde und fortan in seiner Familie erblich blieb. 1131 wurde er von dem Grafen auch zu dessen Testamentsvollstrecker bestimmt.
Mit dem neuen Grafen Raimund Berengar IV. von Barcelona war Guillem Ramon zunächst in einen Konflikt geraten, als der Graf die Trennung von seiner Frau verfügte, um sie mit einem anderen Vasallen zu verheiraten. Der Konflikt wurde 1136 vertraglich beigelegt, indem Guillem Ramon bereitwillig für alle seine Burgherrschaften den ligischen Lehnseid gegenüber dem Grafen ablegte. Einer in diesem Zusammenhang seit dem Mittelalter bestehenden Legende nach habe dieser Streit Guillem Ramon zum Exil nach Aragón bewogen, wo er an der Seite König Alfons’ I. in der Schlacht von Fraga gekämpft habe, nach welcher der König gestorben war. Und als der neue König Ramiro II. einen Mann für seine junge Erbtochter Petronella suchte, habe Guillem Ramon ihm den Grafen von Barcelona vorgeschlagen und damit nicht nur seine Versöhnung mit diesem, sondern auch die historische Vereinigung Aragóns mit Katalonien eingeleitet.
Im Kampf gegen die Mauren hatte sich Guillem Ramon bereits 1134 an der Seite des Templerordens bei der Eroberung von Granyena engagiert. Nachdem im Dezember 1148 das strategisch bedeutende Tortosa erobert worden war, hatte er von Graf Raimund Berengar IV. die Herrschaftsrechte über diese Stadt und ihr Umland verliehen bekommen, einschließlich eines Drittels ihres jährlichen Steueraufkommens. Die anderen zwei Drittel waren auf die Genuesen und Templer entfallen. Kurz darauf wurde er auch mit der Herrschaft in Lleida unter ähnlichen Konditionen ausgestattet. In den folgenden Jahren war Guillem Ramon ein ständiger Begleiter Graf Raimund Berengars IV. auf dessen Reisen an die Höfe Kastiliens und der Provence. In den gräflichen Urkunden trat er in der Regel als erster Zeuge auf, was seine außerordentliche Position am Hof dokumentiert. Für seinen Dienst wurde er unter anderem durch die Verheiratung seines ältesten Sohnes mit der Erbin der Vizegrafschaft Béarn belohnt. Im August 1162 begleitete Guillem Ramon den Grafen nach Turin und nahm dort am Treffen mit Kaiser Friedrich I. Barbarossa teil. Als der Graf hier nur wenige Wochen darauf starb, wurde Guillem Ramon zu einem seiner drei Testamentsvollstrecker ernannt. Der Graf hatte ihn außerdem neben dem Bischof von Barcelona und dem englischen König zum Beschützer des unmündigen Alfons II. bestimmt und damit zu einem der Regenten Kataloniens. In dieser Eigenschaft war er 1164 einer der Zeugen der Übertragung des Königreichs Aragón von Petronella an ihren Sohn, womit die aragónsisch-katalanische Vereinigung vollendet wurde. Im Juli 1170 war Guillem Ramon in Saragossa maßgeblich am Zustandekommen des Bündnisses zwischen Aragón und Kastilien beteiligt, das für die weitere spanische Geschichte im Mittelalter zu einer maßgebenden Konstanten in der Reconquista wurde. Am 20. April 1173 hatte er sein Testament niedergelegt und war kurz darauf im Alter von mehr als achtzig Jahren gestorben. Sein Tod markierte die persönliche Regierungsübernahme Alfons’ II. in seinem Königreich.
Als steinernes Monument seines Wirkens hatte Guillem Ramon de Montcada die Zisterzienserabtei Santa María von Santes Creus hinterlassen, die maßgeblich auf seine Initiative hin gegründet worden war. Gemeinsam mit seinen drei Söhnen hatte er am 4. Dezember 1150 das Land von Cerdanyola del Vallès der Ordensgemeinschaft von Grandselve mit der Maßgabe gestiftet, dass dort eine Klosterfiliale der Zisterzienserbruderschaft gegründet werde. Zwei Jahre später hatte er alle aus dem Land zu erwirtschaftenden Erträge an Steuern, Getreide und Wein der jungen Klostergemeinschaft abgetreten, die somit wirtschaftlich autark wurde und damit ihre zukünftige Bedeutung begründen konnte. Mit seiner Unterstützung hatten die Zisterzienserbrüder noch zweimal den Standort ihrer Klosterzelle verlegt, bis sie schließlich 1158 im Tal des Flusses Gaià ihren endgültigen Sitz bezogen, in der Nähe der heiligen Kreuze der Jungfrau Maria, die dem Kloster seinen Namen gaben. Seine gesamte Geschichte hindurch blieb das Haus Montcada der Abtei Santes Creus eng verbunden. Einige Familienmitglieder sind dort bestattet wurden.
Seine Kinder aus seiner Ehe mit Beatriu de Montcada waren:
- Guillem de Montcada († 1172), iure uxoris Vizegraf von Béarn.
- Ramon I. de Montcada († um 1190), Seneschall von Katalonien, Herr von Tortosa und Lleida.
- Berenguer de Montcada